# Pökot
Pour les articles homonymes, voir Pokot.
Le pökot est une langue kalenjin parlée au Kenya et en Tanzanie par le peuple Pokot.

## Écriture
| A a | CH ch | D d | E e | GH gh | I i | KL kl | L l | M m | N n | O o | P p | R r | S s | T t | U u | W w | Y y |

Les lettres ö et ï sont aussi utilisées.